# Michele Zagaria
Pour les articles homonymes, voir Zagaria.
Michele Zagaria (né le 21 mai 1958 à San Cipriano d'Aversa), surnommé « Capastorta » (visage tordu), est un criminel appartenant à la Camorra. Il est le chef du clan des Casalesi, considéré comme le clan mafieux le plus puissant d'Italie.

## Biographie
Michele Zagaria est recherché par les autorités italiennes à partir de 1995 et considéré comme l'un des dix fugitifs les plus dangereux d'Italie. Il est accusé d'association de malfaiteurs de type mafieux, de meurtre, d'extorsion et de vol à main armée.
Il est spécialisé dans le secteur du bâtiment et des travaux publics, ses entreprises obtenaient des marchés dans toute l'Italie. Emilio di Caterino, un mafieux repenti, témoigne à son propos : « Depuis 2001 sur le territoire contrôlé par le clan des Casalesi, en ce qui concerne les grosses extorsions, quel que soit l'endroit où elles avaient lieu et quelle que soit la famille qui le contrôlait, l'argent arrivait de toute manière à Michele Zagaria qui le redistribuait ensuite entre toutes les factions. ».
En 2000, il fait aussi l'objet d'un mandat d'arrêt international. Il est condamné à 3 perpétuités par contumace pour meurtre, une fois en 2008 dans le maxi-procès Spartacus et deux fois en 2010. 
Le 7 décembre 2011, il est arrêté par la police dans un bunker situé sous une habitation de Casapenna. Il déclare : « Vous avez gagné, l’État a gagné. »